# Мій карпатський дідусь
«Мій карпатський дідусь» (робоча назва «Небо-парасолька») — повнометражний художній фільм у жанрі трагікомедія режисера Заза Буадзе.
Стрічка вийшла у прокат 28 грудня 2023 року.

## Сюжет
За сюжетом, молодий італієць українського походження Мікеле живе життям звичайного підлітка в сонячній Італії. Одного дня все перевертається з ніг на голову, і він змушений вирушати у далеку подорож до маленького села Бережниця в Карпатах, де, як виявилось, у нього є дідусь! Перше знайомство відразу йде не за планом -  дід виявляється тим ще буркотливим стариганем, який не знає жодного слова ані англійською, ані італійською. Та й українська Бережниця - не Генуя. Тож онук планує якнайшвидше повернутись додому, але, схоже, він тут застряг…
Стосунки діда й онука перетворюється на битву двох поколінь, але врешті-решт вони обидва дізнаються про велике значення сім'ї та компромісу.

## У ролях
- Богдан Бенюк — Михайло, дідусь
- Сімоне Коста — Мікеле, онук

## Знімальна група
- Режисер: Заза Буадзе
- Продюсери: Володимир Філіппов, Андрій Суярко, Алла Овсяннікова, Олександр Коваленко
- Копродюсери: Олльга Козаревська (Італія), Серджіо Паскару (Молдова), Мілош Шмідмаєр (Чехія)
- Сценаристи: Грігоріс Карантінакіс, Заза Буадзе
- Оператор: Олександр Земляний
- Художник: Ігор Філіппов
- Композитори: Роман Григорів, Ілля Разумейко

## Виробництво
Заза Буадзе та Григоріс Карантінакіс створили сценарій який отримав назву «Незвичайні грецькі похорони в Карпатах». 5 грудня 2018 року Державне агентство України з питань кіно уклало з ТОВ «„Інсайт Медіа“ Продюсерський центр» контракт про надання кінопроєкту «Незвичайні грецькі похорони в Карпатах» державної фінансової підтримки розміром 14 млн 534 тис. 990 грн при загальній вартості виробництва фільму 32 млн 560 тис. грн (Україна: державна підтримка — 14 млн 534 тис. 990 грн; ТОВ «ІнсайтМедіа» — 1 млн 625 тис. грн; Греція: ко-продюсери, європейські фонди, інвестори — 16 млн 250 тис. грн). 23 травня 2019 року новим режисером стрічки «Незвичайні грецькі похорони в Карпатах» став Заза Буадзе замість Григоріса Карантінакіса. Також змінився й копродукційний склад проєкту. Замість Греції у копродукцію увійшли Італія, Молдова та Чехія.
Першу й основну частину фільму знімали восени 2019 року у Карпатах, у невеличкому селищі Бережниця, яке розташоване неподалік Верховини. Зйомки італійської частини було заплановано на початок 2020 року. Коронавірусна хвороба 2019 внесла зміни у графік зйомок, й фільм вдалось дозняти лише у лютому 2021-го. Повністю зйомки фільму й монтаж було завершено у 2023-му році.
Остаточно фільм отримав прокатну назву «Мій карпатський дідусь».

## Копродукція
- Інсайтмедіа продюсерський центр, Україна
- Air Studio 8, Італія
- Pascaru Production, Молдова
- Bio Illusion, Чехія

## Участь у кінофестивалях
- 2023 — Одеський міжнародний кінофестиваль — номінант[4]